# 北条駅
北条駅（きたじょうえき）は、新潟県柏崎市大字本条にある、東日本旅客鉄道（JR東日本）信越本線の駅である。

## 歴史
- 1897年（明治30年）11月20日：北越鉄道の駅として開業[1][2]。
- 1907年（明治40年）8月1日：北越鉄道が国有化され、帝国鉄道庁（国有鉄道）の駅となる[2]。
- 1962年（昭和37年）2月1日：貨物の取り扱いを廃止[2]。
- 1971年（昭和46年）12月1日：荷物の扱いを終了[3]、無人化[4]。
- 1972年（昭和47年）4月1日：業務委託化され、荷物扱いを再開[2]。窓口業務や手小荷物の取扱など駅業務は国鉄OBを雇用している新鉄開発（現：ジェイアール新潟ビジネス）が受諾[5]。
- 1984年（昭和59年）2月1日：荷物の扱いを廃止[2]。
- 1985年（昭和60年）3月14日：業務委託を解除し、柏崎市が簡易委託契約を結び駅運営を開始（国鉄社員の駅員無配置駅となる[6]）。
- 1987年（昭和62年）4月1日：国鉄分割民営化により、JR東日本新潟支社に移管[2]。
- 2004年（平成16年）8月30日：簡易委託を中止し、無人駅となる。
- 2017年（平成29年）8月：ホームにのりば番号（1番線・2番線）が設定される。

## 駅構造
相対式ホーム2面2線を有する地上駅で、ホーム間は跨線橋で連絡している。
長岡駅が管理する無人駅である。武家屋敷風の駅舎内には、乗車駅証明書発行機、化粧室、待合室などが設置されている。上りホームにはかつて屋内待合室が設置されていたが、現在は代わりに跨線橋終端付近に屋根やフード付きの待合所が設けられている。

### のりば
| 番線 | 路線      | 方向 | 行先             |
| ---- | --------- | ---- | ---------------- |
| 1    | ■信越本線 | 下り | 長岡・新潟方面   |
| 2    | ■信越本線 | 上り | 柏崎・直江津方面 |

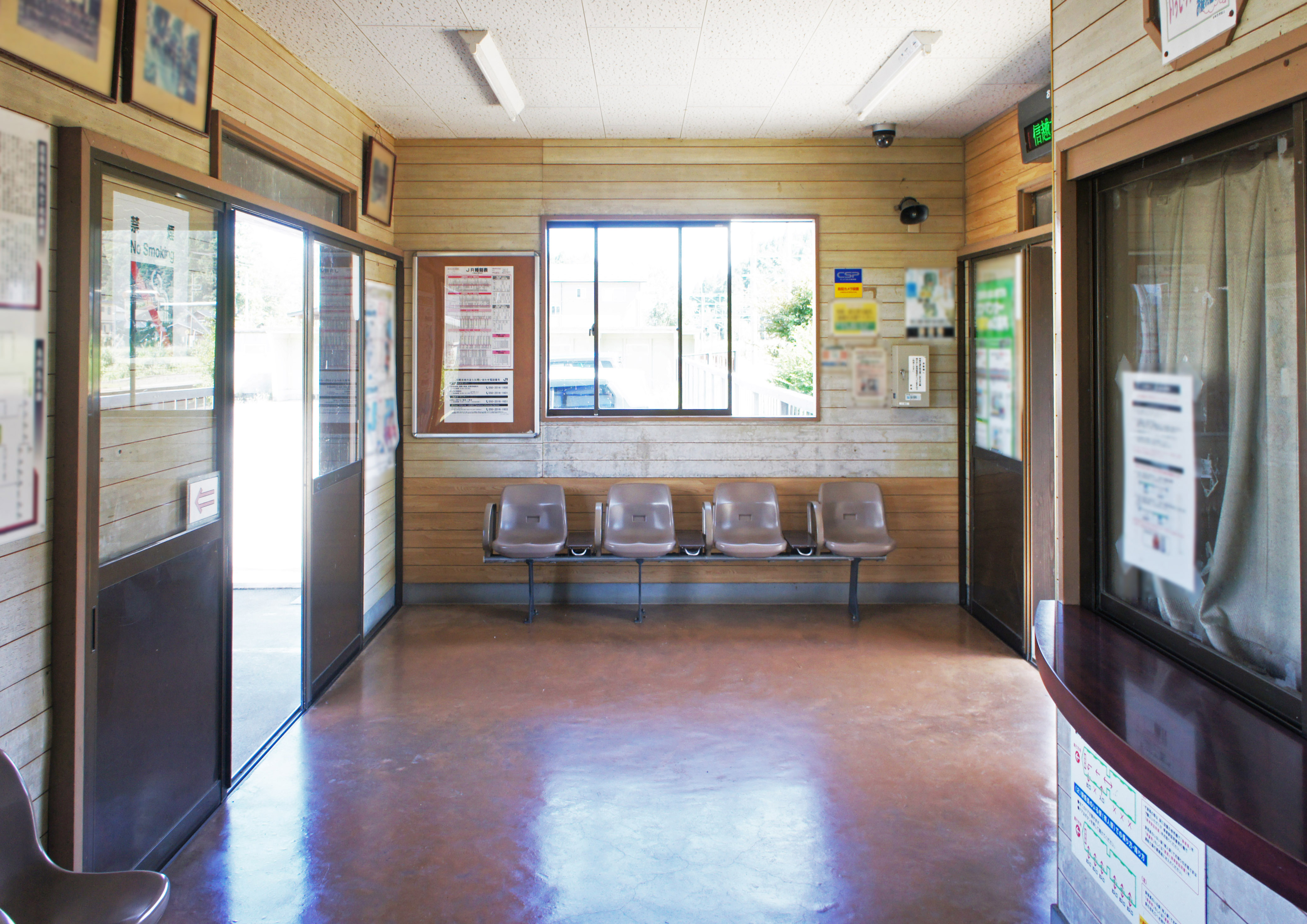
待合室（2021年9月）
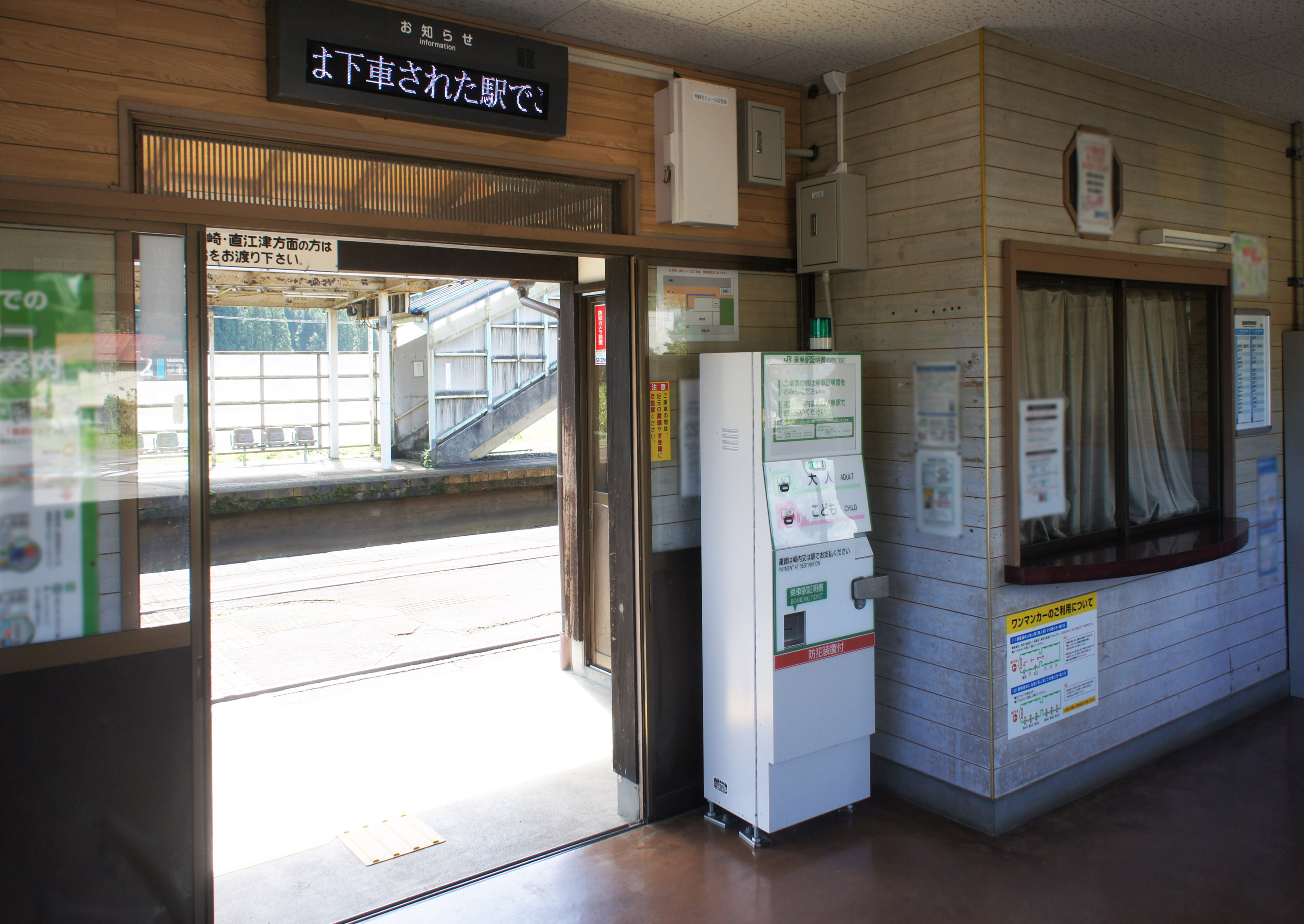
ホーム出入口（2021年9月）
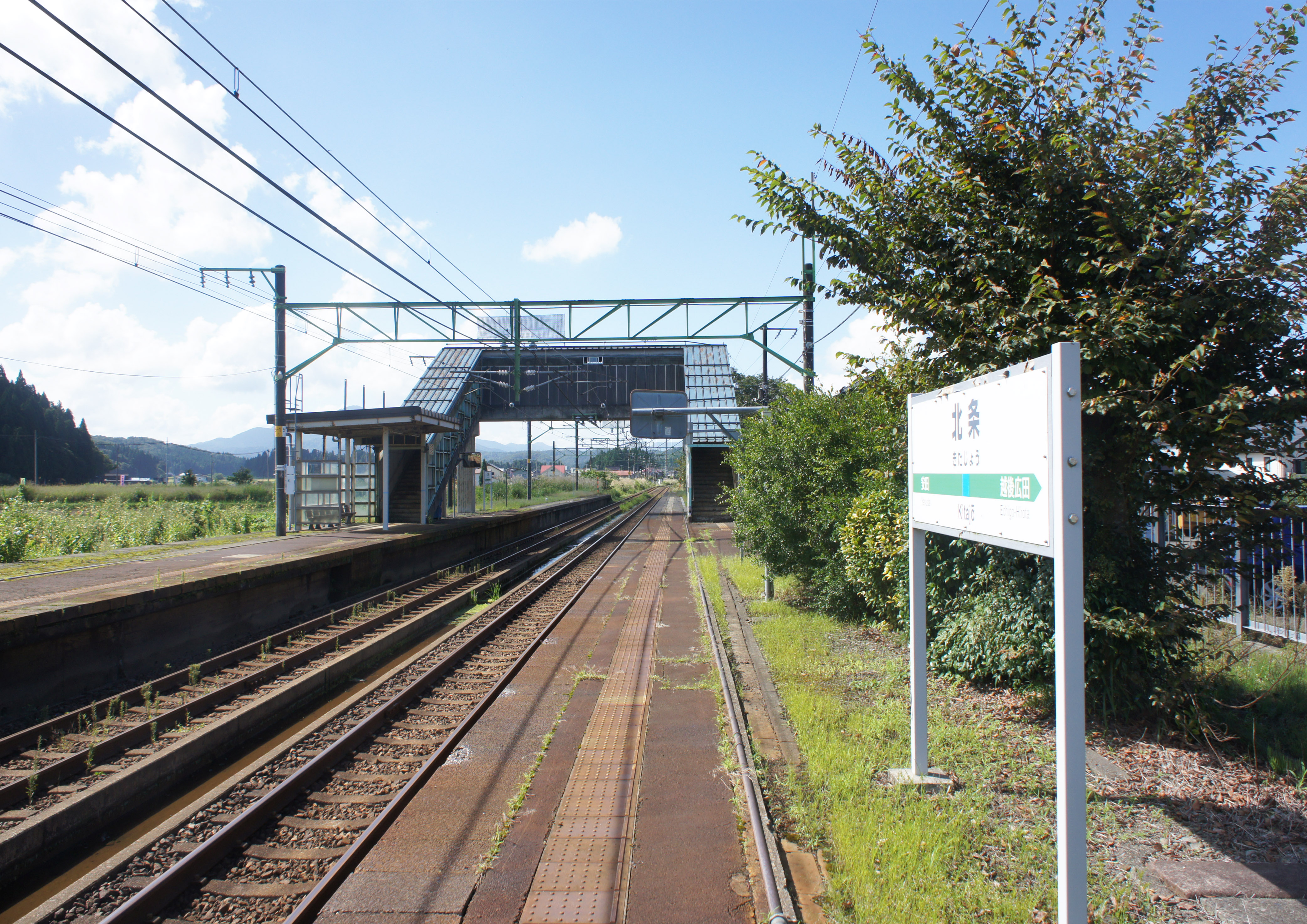
ホーム（2021年9月）

## 利用状況
JR東日本によると、2000年度（平成12年度）- 2003年度（平成15年度）の1日平均乗車人員の推移は以下のとおりであった。
| 乗車人員推移       | 乗車人員推移     | 乗車人員推移 |
| 年度               | 1日平均 乗車人員 | 出典         |
| ------------------ | ---------------- | ------------ |
| 2000年（平成12年） | 139              | [ 8 ]        |
| 2001年（平成13年） | 131              | [ 9 ]        |
| 2002年（平成14年） | 133              | [ 10 ]       |
| 2003年（平成15年） | 133              | [ 11 ]       |

## 駅周辺
周辺には寺が多く存在する。
- 国道291号
- 新潟県道72号柏崎越路線
- 北条城城址
- 越後交通「北条駅前」停留所

## 隣の駅
東日本旅客鉄道（JR東日本）
■信越本線
■快速
通過
■普通
安田駅 - 北条駅 - 越後広田駅